# تپه زنگیل
تپه زنگیل مربوط به دوره سلجوقیان - دوره ایلخانی است و در شهرستان ساوه، بخش مرکزی، دهستان طراز ناهید، روستای قلعه شیرخان واقع شده و این اثر در تاریخ ۲۵ آبان ۱۳۸۷ با شمارهٔ ثبت ۲۳۸۰۱ به‌عنوان یکی از آثار ملی ایران به ثبت رسیده است.